# Sistemas de presión (meteorología)

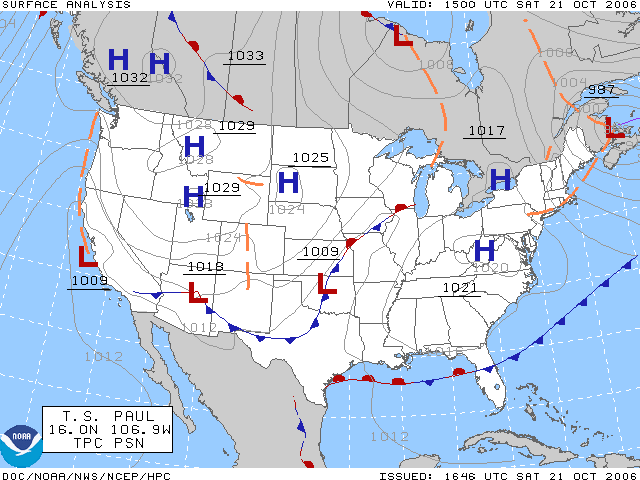
Mapa de los sistemas de presión en Norteamérica

Un sistema de presión es un punto máximo o mínimo en la distribución de la presión a nivel del mar. La presión superficial a nivel del mar varía mínimamente, con el valor más bajo medido de 87 kilopascales (26 inHg) y el más alto registrado de 108,57 kilopascales (32,06 inHg). Los sistemas de alta y baja presión evolucionan debido a las interacciones de los diferenciales de temperatura en la atmósfera, a las diferencias de temperatura entre la atmósfera y el agua de los océanos y lagos, a la influencia de las perturbaciones en los niveles superiores, así como a la cantidad de calentamiento solar o enfriamiento por radiación que recibe una zona. Los sistemas de presión hacen que el tiempo se experimente localmente. Los sistemas de baja presión se asocian a nubes y precipitaciones que minimizan los cambios de temperatura a lo largo del día, mientras que los sistemas de alta presión normalmente se asocian a tiempo seco y cielos despejados con mayores cambios de temperatura diurnos debido a la mayor radiación nocturna y a la mayor insolación durante el día. Los sistemas de presión son analizados por los meteorólogos en los mapas meteorológicos de superficie. 

## Sistema de baja presión

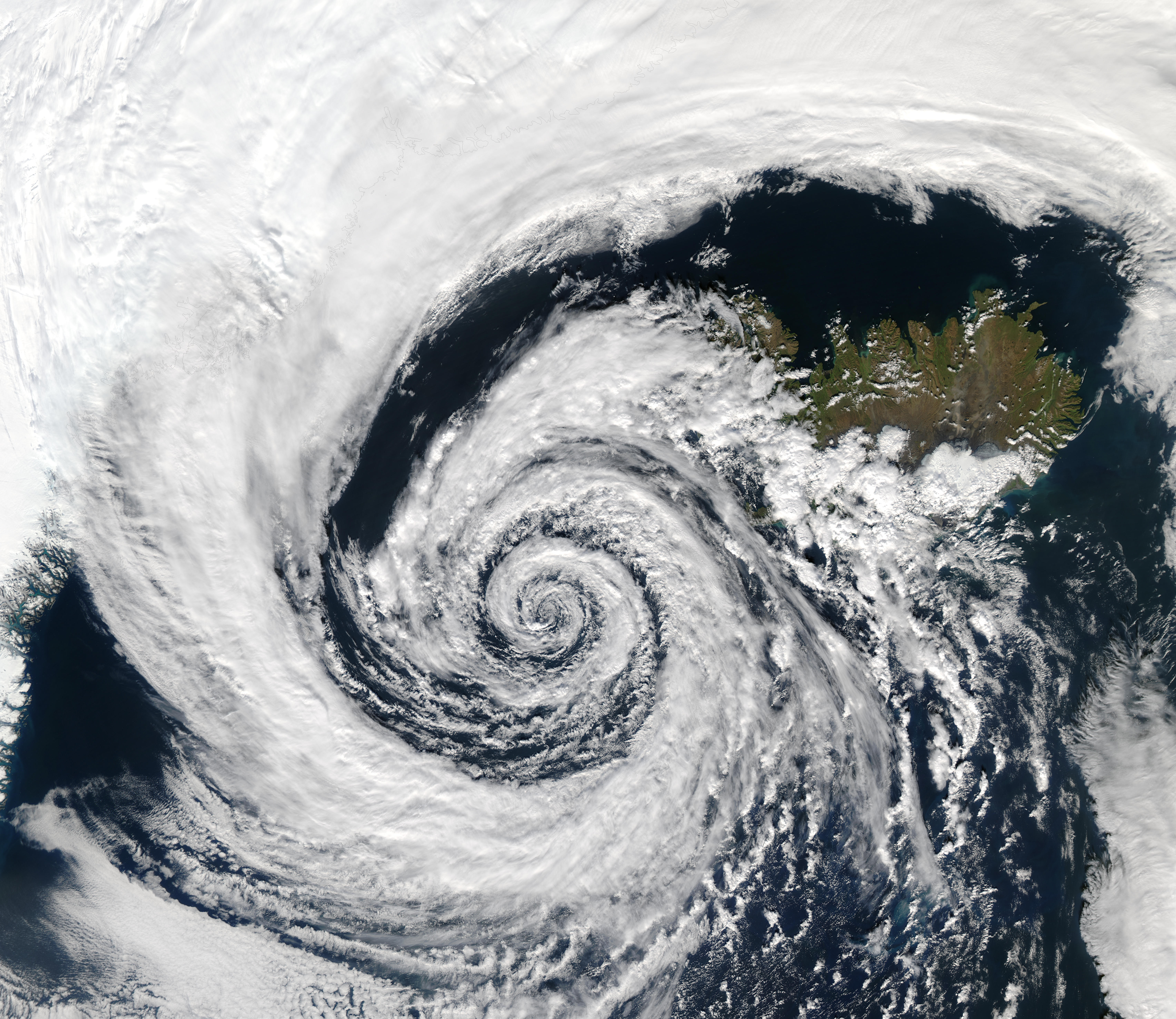
Un ciclón extratropical se arremolina frente a la costa suroccidental de Islandia.

Una zona de bajas presiones es una región en la que la presión atmosférica a nivel del mar es inferior a la de los lugares circundantes. Los sistemas de bajas presiones se forman en zonas de divergencia de los vientos que se producen en los niveles superiores de la troposfera. El proceso de formación de una zona de bajas presiones se conoce como ciclogénesis. En el campo de la dinámica atmosférica, las zonas de divergencia del viento en altura se producen en dos áreas:
- En el lado este de las vaguadas superiores, que forman la mitad de una onda de Rossby dentro de los vientos del oeste (una vaguada con gran longitud de onda, que se extiende por la troposfera).
- Por delante de las vaguadas de onda corta incrustadas, que tienen menor longitud de onda.

Los vientos divergentes en el aire por delante de estas vaguadas provocan una elevación atmosférica en la troposfera inferior, lo que reduce las presiones superficiales, ya que el movimiento ascendente contrarresta parcialmente la fuerza de la gravedad.
Las depresiones térmicas se forman debido al calentamiento localizado provocado por una mayor insolación sobre los desiertos y otras masas de tierra. Como las zonas localizadas de aire caliente son menos densas que sus alrededores, este aire más caliente asciende, lo que reduce la presión atmosférica cerca de esa porción de la superficie terrestre.Asimismo, las depresiones térmicas a gran escala sobre los continentes ayudan a crear gradientes de presión que impulsan las circulaciones monzónicas. También pueden formarse zonas de baja presión debido a la actividad de tormentas organizadas sobre aguas cálidas. Cuando esto ocurre en los trópicos junto con la Zona de Convergencia Intertropical, se conoce como vaguada monzónica.Las vaguadas monzónicas alcanzan su extremo norte en agosto y su extremo sur en febrero.Cuando una baja convectiva adquiere una circulación bien definida en los trópicos se denomina ciclón tropical.Los ciclones tropicales pueden formarse durante cualquier mes del año en todo el mundo, pero pueden producirse tanto en el hemisferio norte como en el hemisferio sur durante el mes de noviembre.
La elevación atmosférica provocada por la convergencia de vientos de niveles bajos en la depresión superficial trae consigo nubes y, posiblemente, precipitaciones.Los cielos nubosos de la zona de baja presión minimizan la variación diurna de la temperatura. Dado que las nubes reflejan la luz solar, la radiación solar de onda corta entrante es menor, lo que provoca temperaturas más bajas durante el día. Por la noche, el efecto absorbente de las nubes sobre la radiación saliente de onda larga, como la energía calorífica de la superficie, permite temperaturas bajas diurnas más cálidas en todas las estaciones. Cuanto más intensa sea la zona de bajas presiones, más fuertes serán los vientos que soplen en sus proximidades.En todo el mundo, los sistemas de bajas presiones se localizan con mayor frecuencia sobre la meseta tibetana y a sotavento de las Montañas Rocosas. En Europa, en particular, en el Reino Unido y los Países Bajos, los sistemas meteorológicos de bajas presiones recurrentes se conocen normalmente como depresiones. La presión barométrica no torrencial más baja registrada fue de 870 hectopascales (26 inHg), ocurrida en el Pacífico Occidental durante el Tifón Tip el 12 de octubre de 1979.

## Sistema de alta presión

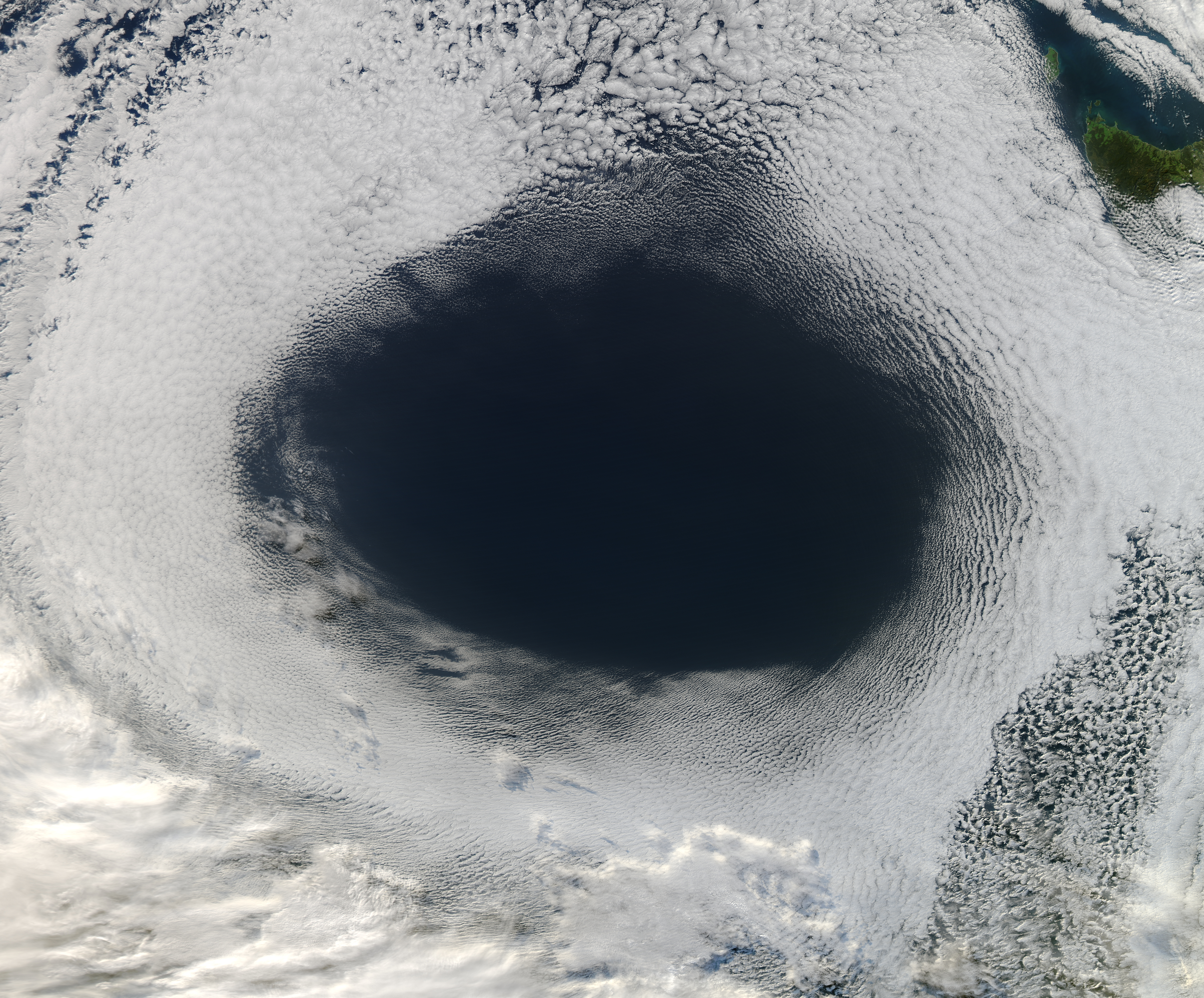
Imagen de satélite de una zona de altas presiones al sur de Australia, evidenciada por el claro en las nubes.

Los sistemas de altas presiones suelen ir asociados a vientos suaves en la superficie y a la subsidencia en la parte baja de la troposfera. En general, la subsidencia secará una masa de aire por calentamiento adiabático o compresivo. Así, las altas presiones suelen traer consigo cielos despejados. Durante el día, al no haber nubes que reflejen la luz solar, hay más radiación solar entrante de onda corta y las temperaturas aumentan. Por la noche, la ausencia de nubes significa que la radiación de onda larga saliente (es decir, la energía térmica de la superficie) no se absorbe, lo que da lugar a temperaturas bajas diurnas más frías en todas las estaciones. Cuando los vientos en superficie se vuelven suaves, la subsidencia producida directamente bajo un sistema de altas presiones puede provocar una acumulación de partículas en las zonas urbanas situadas bajo la dorsal, lo que da lugar a una calima generalizada. Si la humedad relativa en niveles bajos se eleva hacia el 100 % durante la noche, puede formarse niebla.
Las masas de aire ártico continental están asociadas a los sistemas de alta presión fuertes pero poco profundos en sentido vertical, los cuales se desplazan desde latitudes más altas a latitudes más bajas en el hemisferio norte.La inversión de temperatura baja y brusca puede dar lugar a zonas de estratocúmulos o estratos persistentes, conocidos en términos coloquiales como penumbra anticiclónica. El tipo de tiempo provocado por un anticiclón depende de su origen. Por ejemplo, las extensiones de la burbuja de alta presión de las Azores pueden provocar una penumbra anticiclónica durante el invierno, ya que se calientan en la base y atraparán la humedad a medida que se desplacen sobre los océanos más cálidos. Los sistemas de altas presiones que se forman al norte y se extienden hacia el sur suelen traer tiempo despejado. Esto se debe a que se enfrían en la base (en lugar de calentarse), lo que ayuda a evitar la formación de nubes. La presión barométrica más alta jamás registrada en la Tierra fue de 1.085,7 hectopascales (32,06 inHg), medida en Tonsontsengel, Mongolia, el 19 de diciembre de 2001.

## Clasificación de los sistemas de presión
Los sistemas de presión se clasifican según su estructura térmica vertical en fríos, cálidos y dinámicos.

### Depresión fría
En la troposfera más baja el aire más frío se encuentra sobre el mínimo de presión del mapa de superficie. Si desde la región central caminamos hacia fuera, encontraremos aire cálido. Las topografías relativas de 1.000 a 700 y de 1.000 a 500 hPa presentan un mínimo de espesor coincidiendo con el centro de la depresión fría.

### Anticiclón frío
En los mapas de superficie, el anticiclón frío aparece con presiones en el centro del orden de 1.035 a 1.040 hPay la circulación anticiclónica desaparece rápidamente en altura. Entre 850 y 500 hPa el aire frío está sujeto a una circulación ciclónica.

### Depresión cálida
La depresión cálida, típica de los continentes durante los meses de verano, es el resultado de un fuerte calentamiento en una región. Presenta débil circulación ciclónica en superficie, que desaparece rápidamente en altura.

### Anticiclón cálido
El anticiclón cálido, llamado por algunos autores anticiclón de bloqueo, presenta circulación anticiclónica en todos los niveles. En toda la troposfera el aire más cálido se encuentra en el centro, mientras que en la estratosfera más baja aparece un mínimo de temperaturas sobre las presiones más altas de superficie. Es un anticiclón de movimiento lento.
Es originado por subsidencia en la troposfera y movimiento vertical ascendente en la estratosfera más baja. 
Sobre los continentes, las temperaturas medias diarias son más altas que lo normal, con cielos despejados y capas de calima en altura. En las regiones oceánicas son frecuentes extensas áreas de estratocúmulos.

### Anticiclón dinámico
El anticiclón dinámico es una anticiclón frío con un modelo de curva de nivel a 500 y a 300 mb que favorecen la anticiclogénesis. En el estado final el anticiclón dinámico se transforma en anticiclón cálido con su eje prácticamente vertical.

## Mapas meteorológicos de superficie
Un análisis meteorológico de superficie es un tipo de mapa meteorológico que representa las posiciones de las zonas de altas y bajas presiones, así como diversos tipos de sistemas a escala sinóptica, como las zonas frontales. En estos mapas se pueden dibujar isotermas, que son líneas de igual temperatura. Las isotermas se dibujan normalmente como líneas sólidas en un intervalo de temperatura preferido. Asimismo, estas muestran gradientes de temperatura, lo que puede ser útil para encontrar frentes, que se encuentran en el lado cálido de grandes gradientes de temperatura. Al trazar la línea de congelación, las isotermas pueden ser útiles para determinar el tipo de precipitación. Los sistemas convectivos de mesoescala, como los ciclones tropicales, los límites de flujo de salida y las líneas de turbonada, también se analizan en los análisis meteorológicos de superficie. 
El análisis isobárico se realiza sobre estos mapas, lo que implica la construcción de líneas de igual presión media al nivel del mar. Las líneas cerradas más internas indican las posiciones de los máximos y mínimos relativos en el campo de presión. Los mínimos se denominan zonas de baja presión, y los máximos, zonas de alta presión. Un máximo (high, en inglés) se suele indicar como H, y un mínimo (low, en inglés) como L . Las zonas alargadas de bajas presiones, o vaguadas, se representan a veces como líneas gruesas marrones discontinuas a lo largo del eje de la vaguada.Las isobaras se utilizan habitualmente para situar los límites de la superficie desde las latitudes de los caballos hacia los polos, mientras que los análisis de líneas de corriente se utilizan en los trópicos.Un análisis de líneas de corriente es una serie de flechas orientadas paralelamente al viento, que muestran el movimiento del viento dentro de una zona geográfica determinada. Las C representan el flujo ciclónico o las probables zonas de baja presión, mientras que las As representan el flujo anticiclónico o las probables posiciones de las zonas de alta presión. Un área de líneas de corriente confluentes muestra la ubicación de las líneas de cizalladura dentro de los trópicos y subtrópicos.

## Enlaces
- «Sistemas de presión». web.archive.org. 5 de febrero de 2007. Consultado el 10 de febrero de 2025.
- «Glosario». atmosfera.cl. Consultado el 10 de febrero de 2025.
- «meteorologia». web.archive.org. 6 de septiembre de 2006. Consultado el 10 de febrero de 2025.

- Datos: Q3267791